# صالح حسيني
صالح حسيني (بالفارسية: صالح حسینی) هو ناقد أدبي ومترجم وكاتب إيراني، ولد في 1946 في سنقر في إيران.